# La fuga (película de 1964)
La fuga es una película italiana en blanco y negro dirigida por Paolo Spinola sobre un guion de Sergio Amidei y Piero Bellanova cuyos protagonistas son Giovanna Ralli, Anouk Aimée, Paul Guers y Enrico Maria Salerno y se estrenó el 12 de diciembre de 1964.

## Reparto
- Giovanna Ralli ... Piera Fabbri
- Anouk Aimée ... Luisa
- Paul Guers ... Andrea Fabbri
- Enrico Maria Salerno ... La psicoanalista
- Carole Walker ... La madre de Piera
- Guido Alberti ... El padre de Piera
- Jone Salinas ... La madre de Andrea (como Jone Salinas Musu)
- Maurizio Arena ... Alberto Spina
- Ignazio Dolce
- Anita Sanders